# فهد الأحمد الجابر الصباح
الشيخ فهد الأحمد الجابر الصباح (10 أغسطس 1945 – 2 أغسطس 1990)، هو الابن التاسع من أبناء أمير الكويت العاشر أحمد الجابر الصباح وأصغر أبنائه الذكور، قُتل  في 2 أغسطس 1990 على يد الجيش العراقي إبان الغزو العراقي للكويت عند بوابة قصر دسمان، ويطلق عليه البعض اسم «شهيد دسمان» و«راعي الحرشا»، أطلق اسمه على منطقة بالكويت وهي ضاحية فهد الأحمد.

## حياته العسكرية
التحق بالجيش الكويتي في 22 أبريل 1963 برتبة ضابط مرشح، ثم أرسل إلى بعثة عسكرية إلى المملكة المتحدة في 30 يوليو 1964. ورقي إلى رتبة ملازم ثاني في 19 يوليو 1967. وفي 1 مارس 1968 رقي إلى رتبة ملازم أول. وفي 25 نوفمبر 1968 تم تعيينه ضابط أركان الحرس الأميري برتبة ملازم أول. شارك في حرب 1967 في «لواء اليرموك» في جمهورية مصر، وكانت مشاركته منذ تاريخ 29 مايو 1967 إلى 1 سبتمبر 1967. وفي 2 يوليو 1969 استقال من الخدمة العسكرية، ولكنه عاد إليها في عام 1970، إلا أنه استقال منها مرة أخرى في 20 فبراير 1973. كما أنه قاتل في صفوف منظمة التحرير الفلسطينية ضمن العمل الفدائي ضد إسرائيل منذ عام 1965 وحتى عام 1972، وقد أصيب ثلاث مرات خلال العمليات العسكرية داخل الأرض المحتلة.

## حياته الرياضية
- ترأس «اللجنة الأولمبية الكويتية» منذ عام 1974 إلى عام 1985، وأعيد انتخابه في «اللجنة الأولمبية» في عام 1989.
- ترأس الاتحاد الكويتي لكرة القدم في عام 1978، وأعيد انتخابه مرة أخرى في عام 1987.
- عضو في المجلس التنفيذي للجنة الأولمبية الكويتية منذ عام 1985.
- ترأس نادي القادسية الكويتي منذ عام 1969 إلى عام 1979.
- ترأس «اتحاد كرة السلة الكويتي» منذ 1974 إلى 1977.
- تم اختياره في عام 1974 كرئيس للاتحاد الآسيوي لكرة اليد.
- انتخب في عام 1982 رئيسًا «للمجلس الأولمبي الآسيوي».
- في عام 1980 انتخب نائبًا لرئيس الاتحاد الدولي لكرة اليد.
- عضو في اللجنة الأولمبية الدولية منذ عام 1981 حتى وفاته عام 1990.

## حادثة كأس العالم
خلال لقاء بين المنتخب الكويتي ونظيره المنتخب الفرنسي في مرحلة المجموعات من كأس العالم لكرة القدم 1982 انطلقت صافرة من مدرجات المشجعين فأدت الى ارتباك مدافعي المنتخب الكويتي وتوقفوا عن اللعب فيما واصل المنتخب الفرنسي اللعب وسجل هدفًا عن طريق اللاعب جيريس. احتج لاعبو الكويت على الهدف وتوقفت المباراة فنزل الشيخ فهد الأحمد إلى الملعب، وتحدث مع الحكم ستوبار وأقنعه بالتراجع عن قراره، فألغى الحكم الهدف مسجلًا سابقة فريدة في تاريخ كأس العالم.
استؤنفت المباراة بعد توقفها لمدة سبع دقائق ودخل مدرب منتخب فرنسا ميشال هيدالغو في نقاش مع رجال الشرطة. وفرض الاتحاد الدولي غرامة مالية على الكويت مقدارها 11,800 دولار وثبت فوز فرنسا 4-1 وقرر إيقاف الحكم وعدم إسناد أي مباراة له حتى نهاية المونديال ووجه إنذارًا إلى الشيخ فهد الأحمد.

## حياته العائلية
تزوج من الشيخة فضيلة يوسف العذبي الصباح، ولهما، خمسة بنين وابنة واحدة:
- الشيخ أحمد (وزير الدفاع الكويتي)
- الشيخ طلال (رئيس المجلس الأولمبي الآسيوي)
- الشيخ عذبي (رئيس جهاز أمن الدولة السابق)
- الشيخ خالد (رئيس نادي القادسية الكويتي)
- الشيخ ضاري (رئيس نادي الصيد والفروسية)
- الشيخة بيبي

## وصلات خارجية
- فهد الأحمد الجابر الصباح على موقع أوليمبيديا (الإنجليزية)